# جاكي ريد
جاكي ريد (بالإنجليزية: Jackie Reid)‏ هو لاعب كرة قاعدة أمريكي، (ولد في مقاطعة وايز في الولايات المتحدة 1899 – 1971 م).